# Táng (achternaam)
Táng 唐 is een Chinese achternaam en staat op de vierenzestigste plaats van de Baijiaxing. Deze achternaam komt veel voor in China, Korea, Japan (vooral in Kyushu en Honshu) en Vietnam. Er is ook een nog meer voorkomende achternaam, Tāng.
- Koreaans: 당/dang/tang
- Japans: とう (tō), から (kara), かろ (karo), たん (tan)
- Vietnamees: đằng, đường, giềng, đàng

## Oorsprong
De oorspronkelijke achternaam van de Táng's zijn volgens oude verhalen de Chinese achternamen Qi 祁 en Ji 姬. En deze nieuwe achternaam ontstond na het bewind van Huangdi en Yaodi. De voorouder en eerste persoon met de achternaam Táng, zou Tang Shuyu zijn.
Na de inval van Chu (staat) in de Periode van Lente en Herfst, gingen mensen in China met de achternaam Ji hun achternaam veranderen in Táng.
Tijdens de Oostelijke Han-dynastie hebben ook veel Chinese minderheden hun achternaam in Táng veranderd, veel van hen behoren tot de Qiang (volk).
Volgens verhalen komen de Táng's uit de volgende gebieden:
- Tang (arrondissement) 唐县
- Tangjiawan 唐家湾

## Bekende personen met de achternaam Táng of Tong
- ? Kelly Tang
- Tang Yan
- Tang Shuyu
- Henry Tang
- Tang Fei
- Tang Shaoyi
- Tang Liang